# تشارلي كريستيان
تشارلي كريستيان (بالإنجليزية: Charlie Christian)‏ هو عازف قيثارة أمريكي، ولد في 29 يوليو 1916 في دالاس في الولايات المتحدة، وتوفي في 2 مارس 1942 في جزيرة ستاتن في الولايات المتحدة بسبب سل.

## وصلات خارجية
- تشارلي كريستيان على موقع IMDb (الإنجليزية)
- تشارلي كريستيان على موقع الموسوعة البريطانية (الإنجليزية)
- تشارلي كريستيان على موقع ميوزك برينز (الإنجليزية)
- تشارلي كريستيان على موقع رولينغ ستون (الإنجليزية)
- تشارلي كريستيان على موقع إن إن دي بي (الإنجليزية)
- تشارلي كريستيان على موقع أول ميوزيك (الإنجليزية)
- تشارلي كريستيان على موقع ديسكوغز (الإنجليزية)